# Règle des 3 % de déficit public
La règle des 3 % de déficit public est une règle économique adoptée par plusieurs pays selon laquelle le déficit public doit être, au maximum, égal à 3 % du produit intérieur brut. Elle a notamment été adoptée par l'Union européenne.

## Histoire

### Invention en France
La règle des 3 % de déficit public maximal trouve son origine en France, lors du premier septennat de François Mitterrand. Face aux difficultés budgétaires qui s'annoncent avec la relance Mauroy, le président demande dès mai 1981 au directeur du Budget, Pierre Bilger, de trouver une règle qui permette d'imposer à ses ministres un non-dépassement du déficit public de 3 %. Guy Abeille reçoit la mission de trouver la règle, et décide avec des collègues que 3 % permettait de fixer un déficit public maximal de 100 milliards de francs pour l'année 1982.  
Cette règle est « dépourvue du moindre sens économique » selon l'économiste Guy Abeille, car elle a été fixée de manière hasardeuse et sans se reposer sur une quelconque étude scientifique.  

### Adoption par l'Union européenne
La règle est ensuite retenue, sur une autre base, à l'occasion des négociations du traité de Maastricht. Le ratio des 3 % de déficit public est basé sur le calcul du solde stabilisant la dette publique. Lorsqu'une économie croît de 3 % par an, a 2 % d'inflation, et 60 % de dette publique, le taux de déficit pour lequel la dette n'augmente pas est de 3 % ((3 % + 2 %)*60 %). Des sanctions sont mises en place, puis aménagées au fil des décennies, dans le cas où un pays dépasserait cet objectif de manière durable. Il n'existe toutefois pas de raison objective à ce que le déficit public ne doive descendre sous les 3 % du PIB dans l'absolu.
Si la règle des 3 % de déficit public visait à fixer un plancher, ce critère s'est parfois traduit par l'idée d'un droit à un déficit de 3 %. 